# Pygora viridis
Pygora viridis är en skalbaggsart som beskrevs av Valck Lucassen 1930. Pygora viridis ingår i släktet Pygora och familjen Cetoniidae. Inga underarter finns listade i Catalogue of Life.